# Chloephaga
Chloephaga es un género de aves anseriformes de la familia Anatidae que incluye cinco especies endémicas del continente sudamericano, que reciben por nombre común caiquén, cauquén, avutarda o caranca.
Su nombre científico proviene del griego (kloe = pasto, faga = comedoras), e indica que se alimentan de la hierba tierna de las riberas de lagos y lagunas en la Patagonia, principalmente. Cuando se usa el nombre común de “avutarda” no se la debe confundir con la avutarda europea, ave del orden Otidiformes con la que no guarda ninguna relación.
Son aves gregarias, que se mezclan en grandes bandadas en la estación no reproductiva, caminan erguidas, parecen gansos de pico corto, notable diseño alar en vuelo: blanco con primarias, terciarias y faja central oscura (salvo Chloephaga hybrida), cola negra (salvo Chloephaga hybrida).
Con hábitos migratorios (desde Patagonia al sur de Bs As)
La mayoría de las especies ha reducido su población por la caza, y algunas de ellas poseen algún grado de amenaza. En Argentina tres especies están protegidas por ley.

## Especies
El género Chloephaga incluye cinco especies vivientes:
- Chloephaga melanoptera - guayata, piuquén, cauquén guayata
- Chloephaga picta - cauquén común, caiquém, avutarda magallánica[2]
- Chloephaga hybrida - caranca
- Chloephaga poliocephala - cauquén cabeza gris, canquén
- Chloephaga rubidiceps - cauquén colorado, canquén colorado

Se suma a estas una especie conocida solo por el registro fósil:
- Chloephaga robusta Tambussi, 1998[3]